# قارة الشناهزة

تعديل مصدري - تعديل

قارة الشناهزة هي إحدى قرى عزلة سيئون بمديرية سيئون التابعة لمحافظة حضرموت، بلغ تعداد سكانها 934 نسمة حسب تعداد اليمن لعام 2004.